# Nueva Libertad (La Trinitaria)
Nueva Libertad es una localidad del estado mexicano de Chiapas. Es parte del municipio de La Trinitaria.

## Demografía
| Gráfica de evolución demográfica |
|                                  |

| Censo | Población |
| ----- | --------- |
| 1990  | 5         |
| 2000  | 1 068     |
| 2010  | 1 182     |
| 2020  | 1 397     |